# 擬似パウロ書簡
擬似パウロ書簡（ぎじパウロしょかん、英: Pseudo-Pauline Epistles）あるいは「第二パウロ書簡」(英: Deutero-Pauline Epistles)とは、キリスト教の聖書正典であるパウロ書簡の内、高等批評の学者によってパウロの真筆性が疑われているものである。

## 真筆性
新約聖書の成立以来、各文書の真筆性については疑われることがなかった。が、18世紀末からの近代の批判的聖書学高等批評によってそれらは大きく疑われることとなった。パウロ書簡についても同様である。
ただし、真筆性については研究者によって判断の違いがある。詳細については各文書の解説を参照のこと。なお、真筆とはされない書簡群については「第二パウロ書簡」、「パウロの名による書簡」、「擬似パウロ書簡」等の呼び方がされる。

### 極めて真筆性の高いもの
以下の7書については、部分的にのちの加筆はあってもその真筆性の疑われることが殆どないものである。
なお、批判的聖書学ではパウロ書簡以外の新約文書については全て伝統的な著者に関する説に否定的な意見が多数である。よって、以下の書は批判的聖書学が教会の伝承を認める例の全てでもある。
- ローマの信徒への手紙
- コリントの信徒への手紙一
- コリントの信徒への手紙二
- ガラテヤの信徒への手紙
- フィリピの信徒への手紙
- テサロニケの信徒への手紙一
- フィレモンへの手紙

### 真筆性の低いもの
以下の4書については、書簡内で述べられているような教会の制度が定まるのはパウロの死後相当経ってからであるなどの理由により、近代聖書高等批評学を受け入れるリベラルな研究者の殆どが真筆性を認めていない。
- エフェソの信徒への手紙
- テモテへの手紙一
- テモテへの手紙二
- テトスへの手紙

### 判断の分かれるもの
残る2書については、批判的聖書学者のなかでも真筆性を認めるものがある。
- コロサイの信徒への手紙
- テサロニケの信徒への手紙二

### 編纂されたもの
パウロ書簡の中には、複数の書簡が何らかの理由でひとつの書簡に編集された可能性が高いものが存在する。特にその可能性が高いものは次の2書である。
- コリントの信徒への手紙二
- フィリピの信徒への手紙

また、『ローマの信徒への手紙』ではその結尾部分が2つあることが問題になるが、本文に関しては問題はないとされる。
これに関しても詳細は各書簡の解説を参照すること。

### 収集と正典化
パウロの書簡と、パウロを著者とする書簡は、それぞれ各地の教会や個人に宛てて出されたものであり、ある時期に相当な規模で組織的にパウロ書簡の収集が行われた可能性は高い。
その過程については、新約聖書そのものの成立のきっかけとなったマルキオンの「正典」と、2世紀後半と推定される『ムラトリ正典目録』が参考になろう。
まず、マルキオンが『ルカによる福音書』とともにパウロ書簡を彼の「正典」としたのが2世紀のはじめであるから、基本的な収集作業はパウロの死後しばらく時間を置いた1世紀の末に始まり、2世紀始めには完了していたと推定できる。ただし、マルキオンはいわゆる「牧会書簡」を採用していない。意図的に除外したとも考えられるが、それらの内容からマルキオンがその存在を知らなかった（まだ文書自体が作成されていない可能性を含めて）と考えるのが自然である。
なお、『ペトロの第二の手紙』の著者がパウロ書簡が広く読まれていることを述べているが、同書の成立を2世紀前半とする推定に従えば事実関係では矛盾しない。
一方、『ムラトリ正典目録』は「牧会書簡」を正典にすべきものとして挙げると共に、それ以外に「パウロの名」を冠した書簡が複数あることを指摘し、それらを「除外すべき」と主張している。このことから、2世紀になってもパウロを著者とする書簡がいくつも作成され、中で「牧会書簡」のみが2世紀の後半に当時成立しつつあった正統教会、いわゆる「原始カトリシズム」の認めるものとになったと解することができる。